# Eddie Ojeda
Eddie "Fingers" Ojeda (5 de agosto de 1955) es un músico estadounidense, reconocido por ser uno de los dos guitarristas de la banda de heavy metal Twisted Sister.

## Biografía
Proveniente de una familia de ascendencia puertorriqueña, Eddie nació el 5 de agosto de 1955 en Nueva York, Estados Unidos. A los 15 años empezó a tocar la guitarra, inspirado por artistas como The Beatles, The Rolling Stones, Beach Boys o Jimi Hendrix. A comienzos de la década de 1970 grabó algunos sencillos con una banda llamada SXP. Se unió a Twisted Sister en 1975. También grabó un álbum como solista llamado Axes To Axes en 2005 con músicos invitados como Dee Snider, Ronnie James Dio y Rudy Sarzo, entre otros. Eddie, al igual que otros guitarristas de rock populares a mediados de la década de 1980, participó del proyecto Hear n' Aid, emprendido por Ronnie James Dio, reunión que buscaba recaudar fondos para mitigar el hambre en África. Compartió estudio con reconocidos guitarristas de la época como Adrian Smith y Dave Murray de Iron Maiden, Yngwie Malmsteen, Brad Gillis y George Lynch.

## Discografía

### Solista
- Axes 2 Axes (2005)